# 遺傳 (小說)
《遺傳》是倪匡筆下科幻小說衛斯理系列之一。故事和樹人有關。

## 故事大綱
米寄生到朱瑾家，見到朱瑾和溫寶裕的媽媽，後來，米寄生和朱瑾離開，朱瑾見到黃嬋，衛斯理發現米寄生是樹人，而勒曼醫院希望和黃嬋接觸，因為黃嬋處的兩個樹人，在發展期間樹被砍了，所以體內植物的成分較人多。當年培育那兩個樹人時，是用了貴由和其皇后的基因，剛巧對世界有很大影響力的大亨和情婦朱瑾有他們的基因。把兩人腦中的一種分泌提取，再注入兩個樹人中，就會使樹人體內人的成分增加，變得像米寄生一樣體內人的成分較植物多。。勒曼醫院承諾使大亨可延長生命作為交換條件。另外，故事亦帶出另一個訊息，人類是由前人的基因七拼八揍造成的，每個人雖然保留了前人的一些特徵，亦也是不同的獨立的個體。

## 詮釋
1. ↑  《遺傳》（勤＋緣出版社）

| 前任者： 093 解脫 | 衛斯理系列（按編號） 094 | 繼任者： 095 爆炸 |